# Мировое (Никопольский район)
Мировое (укр. Мирове) — посёлок, Мировский сельский совет, Никопольский район,
Днепропетровская область, Украина.
Является административным центром Мировского сельского совета, в который, кроме того, входят сёла Весёлая Фёдоровка, Настасовка и Топила. Код КОАТУУ — 1225485501.

## География
Посёлок Мировое находится на левом берегу реки Томаковка, выше по течению на расстоянии в 1,5 км расположен пгт Томаковка, ниже по течению на расстоянии в 1 км расположено село Настасовка, на противоположном берегу — село Топила.
По посёлку протекает пересыхающий ручей с запрудой. Через посёлок проходят автомобильная дорога Н-23 и железная дорога, станция Мировая.

## Население
Население по переписи 2001 года составляло 1028 человек .

### Известные люди
В селе родился Дубовик, Иван Тихонович (1942—2015) — Мастер спорта СССР, Заслуженный тренер Украины, Почетный гражданин Никополя.

## История
- Село возникло в первой половине XVIII века на месте запорожского зимовника.
- До 1921 года было частью село Томаковка.

На территории Украины 2 населённых пункта с названием Мировое.

## Экономика
- Элеватор.

## Объекты социальной сферы
- Детский сад.

## Достопримечательности
- Кромлех – культовое сооружение III-начало II тыс. до н.э.